# David Karaev
David Soslanovič Karaev (in russo Давид Сосланович Караев?; Vladikavkaz, 10 marzo 1995) è un calciatore russo, centrocampista del KAMAZ.

## Caratteristiche tecniche
È un centrocampista offensivo.

## Carriera
Ha trascorso la prima parte di carriera fra seconda e terza divisione russa collezionando complessivamente 102 presenze. Nel 2020 ha firmato con l'Ural con cui ha debuttato in Prem'er-Liga disputando il match contro la Dinamo Mosca, perso per 2-0.